# Hoàng Kiều
Hoàng Kiều (sinh năm 1944 tại Quảng Trị, Việt Nam) là một doanh nhân, tỷ phú người Mỹ gốc Việt. Năm 2020, ông nằm trong Top 400 tỷ phú giàu nhất nước Mỹ theo công bố của Tạp chí Forbes với tài sản 2.8 tỷ USD.

## Xuất thân, đời tư
Hoàng Kiều sinh năm 1944 tại Quảng Trị (Việt Nam) trong một gia đình có truyền thống nho giáo. Tuy ông nội của Hoàng Kiều từng làm việc trong tòa án của Huế trước đây, nhưng do những biến động chính trị thời đó, gia cảnh của Hoàng Kiều rất khó khăn. Năm lên 5 tuổi, Hoàng Kiều được chú là nhạc sĩ Hoàng Thi Thơ đưa vào Sài Gòn nuôi dưỡng sau khi bố bị Việt Minh nửa đêm lôi đi hành quyết vì vu cho tội thân Pháp, rồi theo học ngành kỹ thuật ở một trường đại học. Sau sự kiện 30 tháng 4 năm 1975, ông rời Việt Nam qua sinh sống ở Mỹ. Ông mang quốc tịch Mỹ và thường trú tại thành phố Los Angeles, bang California. Gia đình Hoàng Kiều gần như không có gì khi mới đặt chân đến miền đất mới.
Thời điểm Hoàng Kiều qua Mỹ, ông đã có vợ và năm người con. Thông tin về vợ hay các con của Hoàng Kiều không được ông chia sẻ nhiều và là điều bí ẩn đối với giới truyền thông. Vào năm 2014, trong buổi tiệc khai trương Kieu Hoang Winery với sự có mặt của 300 vị khách mời, người ta chứng kiến sự xuất hiện của ông bên cạnh nữ diễn viên người Trung Quốc Lý Băng Băng cùng với 1 phụ nữ xinh đẹp khác. Thông tin từ tờ Napavalley cho biết rằng cô gái trẻ xinh đẹp đó chính là vợ Hoàng Kiều (vợ sau). Tuy nhiên, ông không lên tiếng xác nhận hay phủ định thông tin này. 5 người con của Hoàng Kiều, theo các bạn bè thân thiết của ông cho biết, đều đã trưởng thành và thành đạt. Tháng 12 năm 2016, nhiều trang tin tức báo chí đã đưa thông tin rằng Hoàng Kiều là người yêu mới của nữ người mẫu Ngọc Trinh. Hai người chêch lệch nhau tới 45 tuổi. Chỉ sau 3 tháng, hai người đã chính thức chia tay.

## Sự nghiệp kinh doanh
Cuộc sống rất khó khăn khi đến Mỹ với chỉ hai bàn tay trắng. Tuy vậy, nhờ có vốn tiếng Anh tốt và các mối quan hệ, Hoàng Kiều đã kiếm được một công việc trong phòng thí nghiệm của công ty Abbott với mức thù lao 1,25 USD/giờ. Đây là bệ đỡ cho ông vươn lên trong con đường sự nghiệp của mình.
Năm 1980, Hoàng Kiều rời bỏ cương vị quản lý tại Abbott để thành lập công ty của riêng mình với tên viết tắt là RAAS – hoạt động trong lĩnh vực sản xuất huyết tương y tế, chuyên cung cấp các kháng thể hiếm. Từ đó, việc làm ăn phát đạt đã thúc đẩy ông mở thêm chi nhánh tại Trung Quốc với tên gọi Shanghai RAAS Blood Products vào năm 1988. Ông là Phó chủ tịch Shanghai RAAS Blood Products, nắm giữ 37% cổ phần công ty này tương đương 183.600.000 cổ phiếu. Công ty Shanghai RAAS Blood Products được tạp chí Forbes bình chọn đứng thứ 4 trong 10 công ty đổi mới sáng tạo nhất năm 2017
Tài sản của Hoàng Kiều tăng chóng mặt sau khi Shanghai RAAS tiến hành IPO trên sàn chứng khoán Thâm Quyến, Trung Quốc, và sự phát triển mạnh mẽ của ngành dịch vụ chăm sóc y tế. Công ty này cũng thuộc Top 30 công ty sáng tạo thế giới, top 200 doanh nghiệp có doanh thu dưới 1 tỷ USD. Năm 2014, ông tham gia vào lĩnh vực sản xuất rượu vang bằng cách mua lại hãng rượu Michael Mondavi Family. Năm 2015, giới tài chính xôn xao khi Hoàng Kiều bỏ ra 33 triệu USD mua lại villa Hummingbird Nest Ranch, vùng ngoại ô Los Angeles. Ông dự định xây dựng trung tâm chăm sóc sức khỏe tại đây. Tính đến tháng 12 năm 2016 tài sản của tỷ phú này theo thống kê của Forbes có giá trị là 2,9 tỷ USD, nằm trong top 400 tỷ phú giàu nhất thế giới và là người Việt giàu nhất trên thế giới.
Tại Việt Nam, cái tên Hoàng Kiều bắt đầu được biết đến nhiều khi đưa Hoa hậu Thế giới 2008 Ksenia Sukhinova và Hoa hậu Trương Tử Lâm đã đến thăm Việt Nam để làm từ thiện trong năm 2009. Ông cũng gây xôn xao khi tuyên bố sẽ đưa cuộc thi Hoa hậu thế giới 2010 tổ chức tại Tiền Giang, thay vì Nha Trang như kế hoạch trước. Tuy nhiên, ý định này của ông đã không thể thành công.
Sau đó ông vướng vào kiện tụng khi mua bán đất tại địa điểm dự định tổ chức cuộc thi Hoa hậu ở Tiền Giang, trong vụ kiện này ông chấp nhận bỏ 13 tỉ tiền đặt cọc đất trong số 17 tỉ tiền đất để thoái vốn khỏi Việt Nam. Kể từ đó, Hoàng Kiều gần như biến mất khỏi giới đầu tư tại Việt Nam.